# Mosquetó
|  | Aquest article tracta sobre l'arma. Vegeu-ne altres significats a «mosquetó (fermall)». |

El mosquetó és un fusell de canó curt, però no tan curt com el de la carrabina. En la pràctica, en diverses èpoques, exèrcits i llengües hi ha hagut fusells pròpiament dits que, per algun motiu, han rebut el nom de mosquetó, i això fins ben endins del segle xx. El català mosquetó equival a l'esp. mosquetón, fr. mousqueton, it. moschettone, port. mosquetâo, etc. L'equivalència amb l'anglès musketoon, en canvi, és aproximada: no s'aplica a armes de repetició.
Els mosquetons tenen el canó de llautó o ferro, i el pany de roda, sílex o percussió. i es disparaven recolzats a l'espatlla com el mosquet, però la longitud més curta del canó els feia més fàcils de manejar per als que estan en condicions restringides, com la infanteria muntada i grups d'abordatge navals.
Els mosquetons de petit calibre tenien el mateix el calibre que els mosquets en servei, i en general s'utilitzaven de la mateixa manera, amb una o més bales de mosquet, mentre que els de gran calibre es carregaven amb perdigons o bales de calibre més petit i usades com escopetes en l'ús naval.
Fou la principal arma de la infanteria durant la Guerra de la Independència dels Estats Units, usada tant pels britànics com pels colons i els francesos, per la seva rapidesa de recàrrega i perquè podia incorporar baioneta.